# كفاءة حرارية
في الديناميكا الحرارية، الكفاءة الحرارية ({\displaystyle \eta _{th}\,}) هي كمية لا بعدية للأجهزة التي تستخدم الطاقة الحرارية مثل محركات الاحتراق الداخلي، العنفة البخارية أو المحرك البخاري، الغلاية، الفرن أو الثلاجة. بالنسبة إلى دورات الطاقة فإن الكفاءة الحرارية تعبر عن كمية الطاقة الحرارية التي تتحول إلى شغل. في حالات الثلاجة أو المضخة الحرارية فإن الكفاءة الحرارية تعبر عن كمية الشغل المضاف والذي يتحول إلى حرارة.

## نظرة عامة

الطاقة الخارجة دائما أقل من الطاقة الدخلة

في العموم فإن كفاءة تحويل الطاقة هي النسبة بين الخرج المستفاد منه والدخل. في الكفاءة الحرارية فإن الدخل يكون الحرارة {\displaystyle Q_{in}} أو كمية الحرارة الموجود بالوقود المستهلك. الخرج المرغوب به يكون الشغل الميكانيكي {\displaystyle W_{out}} أو {\displaystyle Q_{out}} أو كلاهما. يمكننا التعبير عن الكفاءة الحرارية بالعلاقة التالية حيث أن الحرارة الداخلة يكون لها تكلفة مالية فتكون العلاقة:
{\displaystyle \eta _{th}\equiv {\frac {\text{benefit}}{\text{cost}}}.}
ومن القانون الأول للديناميكا الحراية، فإن الكفاءة الحرارية تتراوح بين الصفر والواحد حيث أنه لا يمكن تحويل كل الحرارة الداخلة إلى شغل:
{\displaystyle 0\leq \eta _{th}<1}
إذا كنا نعبر عنها بالنسبة المئوية فإنها تتراوح بين 0% و 100%. تكون الكفاءة أقل من 100% حيث أن هناك ما ييقلل من الكفاءة مثل الاحتكاك والحرارة المفقودة التي تحول الطاقة إلى أشكال مختلفة. على سبيل المثال هناك محرك يعمل بالجازولين ويعمل عند كفاءة حوالي 25%. مثل آخر لمحطة تنتج الكهرباء باستخادم محرك كبير يعمل بالفحم تكون كفاءته حوالي 46%. عند النظر إلى أكبر محرك ديزل بالعالم فإننا نجد أن كفاءته القصوى هي 51.7%. في محطات الدورات المركبة تصل الكفاءة الحرارية إلى 60%.
بالنسبة إلى المحركات التي يحترق بها الوقود فإنه يوجد نوعبن من الكفاءات: الكفاءة الحرارية الكلية المتولدة بداخل الأسطوانة والكفاءة الحرارية الفرملية والتي تصل إلى العمود. الفرق بينها هي المفاقيد التي تحدث في الأولى حتى نصل إلى الثانية. عند المقارنة بين الكفاءات فإننا يجب أن نقارنها لأجهزة متمائلة.

## محركات حرارية
يتمثل عمل المحركات الحرارية في تحويل الطاقة الحرارية Qin إلى شغل ميكانيكي Wout. هذه المحركات لا تقوم بهذه الوظيفة بصورة كاملة حيث أن بعض الحرارة الداخلة للمحرك لا تتحول إلى شغل وتمسى بالحرارة المهدرة Qout إلى البيئة المحيطة.
{\displaystyle Q_{in}=W_{out}+Q_{out}\,}
الكفاءة الحرارية للمحركات الحرارية هي النسبة المتحولة من الحرارة إلى شغل. الكفاءة الحرارية تمثلها العلاقة:
{\displaystyle \eta _{th}\equiv {\frac {W_{out}}{Q_{in}}}={\frac {{Q_{in}}-Q_{out}}{Q_{in}}}=1-{\frac {Q_{out}}{Q_{in}}}}
تكون قيمة الكفاءة الحرارية لأفضل المحركات الحرارية أقل من 50%. لذلك فإن الحرارة المهدرة إلي البيئة المحيطة هي شئ أساسي في تلك المحركات. بما أن الوقود المنتج حول العالم يذهب معظمه لإدارة تلك الحركات فإنه جزأ كبير من الطاقة المنتجة تضيع في تلك المحركات على الرغم من استخدام الدورات المركبة وتدوير الطاقة للاستفادة منها في أغراض أخرى. هناك كفاءة نظرية تسمي كفاءة كارنو وهي النوع الأول من الكفاءات. الثانية، بعض المرحاكت يكون لها كفاءة منخفضة وذلك بسبب أن دورة المحرك المستخدو هي دورة لا انعكاسية. الثالثة وهي تنتج عن السلوك غير المثالي للمحركات الحقيقية مثل الاحتكاك الميكانيكي والمفاقيد داخل عمليات الاحتراق.

### كفاءة كارنو
يضع القانون الثاني للديناميكا الحرارية حد للكفاءة الحرارية لأي محرك حراري. المحركات المثالية والتي لا يحدث بها احتكاك لا تستطيع تحويل كل الحرارة الداخلة لها إلى شغل. هناك عناصر تؤثر على الكفاءة الحرارية وهي درجة الحرارة عند الدخول للمحرك {\displaystyle T_{H}\,} ودرجة حرارة البيئة المحيطة والتي تنتقل إليها الحرارة المهدرة {\displaystyle T_{C}\,} والتي تقاس كلا منها بمقياس مطلق سواء الكلفن أو مقياس رانكن. لأي محرك حراري يعمل بين تلك درجات الحرارة فإن الكفاءة تساوي:
{\displaystyle \eta _{th}\leq 1-{\frac {T_{C}}{T_{H}}}\,}
القيمة العظمى لهذه الكفاءة تسمى بكفاءة كارنو لانها كفاءة محرك غير قابل للتحقيق، مثالي وانعكاسي ويسمى بدورة كارنو. ليس هناك جهاز يحول الحرارة إلى شغل ميكانيكي يستطيع الوصول لهذه الكفاءة.
أمثلة على درجة الحرارة {\displaystyle T_{H}\,} هي درجة حرارة البخار الداخل للعنفة في محطات الطاقة البخارية أو درجة الحرارة التي يحترق عندها الوقود في محركات الاحتراق الداخلي. درجة الحرارة {\displaystyle T_{C}\,} عادة تكون درجة حرارة الجو المحيط حيث يكون المحرك موجود به أودرجة حرارة النهر أو البحيرة والتي تتجه إليها الحرارة المهدرة. على سبيل المثال، لو أن هناك محرك يحترق به الجازولين عند درجة حرارة {\displaystyle T_{H}\,} = 816 سليزيوس = 1500 فهرنهيت = 1089 كلفن ودرجة حرارة الجو المحيط {\displaystyle T_{C}\,} = 21 درجة سليزيوس = 70 فهرنهيت = 294 كلفن لذلك فإن أقصى كفاءة ممكنة هي:
{\displaystyle \eta _{th}\leq \left(1-{\frac {294K}{1089K}}\right)100\%=73.0\%}
عند النظهر هنا نجد أن درجة حرارة الجو المحيط تقريبا ثابتة ولذلك فإن المصم كي يزيد كفاءة المحرك لا بد من زيادة درجة الحرارة {\displaystyle T_{H}\,} وهي درجة الحرارة التي تضاف عندها الحرارة للمحرك. تزداد كفاءة المحرك الحراري أيضا بزيادة درجة حرارة التي يعمل عندها ولذلك فإن البحث عن مواد تتحمل درجات الحرارة العالية هو مهم في تصميم المحركات.
عند النظر إلى كفاءة المحركات فإننا نجد أنها أقل بكثير من كفاءة كارنو فالكفاءة المتوسطة للمحركات نجدها أقل من 35%. تنطبق نظرية كارنو على دورات الديناميكا الحرارية حيث تتحول الطاقة الحرارية إلى شغل ميكانيكي. عند النظر إلى الأجهزة التي تحول الطاقة الكيميائية إلى طاقة كهربية نجد أن كفاءتها تكون أكبر من كفاءة كارنو.

### كفاءة دورة المحرك
دورة كارنو هي دورة انعكاسية ولذلك فهي تمثل الحد الأعلى لكفاءة دورة المحرك. دورات المحركات هي دورة غير انعكاسية ولذلك فإن كفاءتها تكون أقل من كفاءة كارنو عندما تعمل بين نفس درجات الحرارة {\displaystyle T_{H}\,} و{\displaystyle T_{C}\,}. واحد من العوامل التي تؤثر على الكفاءة هي كيفية إضافة الحرارة إلى المائع العامل في الدورة وكيفية إزالتها. تحقق دروة كارنو الحد الأقصى للكفاءة لأن الحرارة المضافة تضاف عند درجة الحرارة العظمى{\displaystyle T_{H}\,} ويتم إزالتها عند درجة الحرارة الدنيا {\displaystyle T_{C}\,}. في محركات الاحتراق الداخلي فإن درجة حرارة خليط الهواء والوقود في الأسطوانة تكون بالقرب من درجة الحرارة العظمى عند حرق الوقود وتصل إلى درجة الحرارة العظمى فقط عند حرق كل الوقود لذلك فإن درجة الحرارة المتوسطة للحرارة المضافة تكون أقل وبالتالي تقل الكفاءة.
هناك عامل مهم يؤثر على كفاءة المحرك الحراري وهو نسبة الهواء إلى الوقود في الخليط γ. تقريبا تكون هذه النسبة 1.4 مع أنواع الوقود المختلفة. هذه النسبة يتم استخدامها في معادلات دورة المحرك وعند افتراض هذه النسبة فإنها تسمى دورة الهواء القياسية.
دورة أوتو: تطلق دورة أوتو على الدورات التي تستخدم الإشعال في محركات الاحتراق الداخلي مثل مركبات الجازولين ووقود الهيدروجين. تعتمد كفاءته النظرية على نسبة الانضغاط r للمحرك ونسبة الخليط γ في غرفة الاحتراق.
{\displaystyle \eta _{th}=1-{\frac {1}{r^{\gamma -1}}}\,}
من هذه العلاقة نجد أن الكفاءة تزداد مع زيادة نسبة الانضغاطولكن هذه النسبة لها حدود وذلك لتجنب حدوث الطرق بداخل المحرك. تمتلك المحركات الحديثة نسبة انضغاط تتراوح بين 8 إلى 11 وتكون كفاءة الدورة المثالية 56% إلى 61%.
دورة ديزل: تستخدم هذه الدورة في محركات القطارات والشاحنات الكبيرة حيث يشتعل الوقود ذاتيا عند انضغاطه في الأسطوانة. تعتمد الكفاءة أيضا على r و γ كما هو الحال في دورة أوتو. بالإضافة إلى ذلك فإن هناك عامل آخر وهو نسبة القطع rc وهو النسبة بين حجم الأسطوانة عند البداية وعند نهاية شوط الاحتراق.
{\displaystyle \eta _{th}=1-{\frac {r^{1-\gamma }(r_{c}^{\gamma }-1)}{\gamma (r_{c}-1)}}\,}
عندما نقارن بين كفاءة دورة ديزل ودورة أوتو نجد أن كفاءة ديزل أقل من أوتوعند نفس نسبة الانضغاط. ولكن كفاءة محركات الديزل تكون أكبر من كفاءة محرك الجازولين بنسبة تصل إلى 30 أو 35%. هنا تكون نسبة الانضغاط كبيرة وذلك للوصول للضغط المطلوب كي يحدث عنده الأشتعال الذاتي ولذلك تكون النسبة أكبر منها في دورة أوتو.
دورة رانكن: تستخدم دورة رانكن في محطات القدرة البخارية. المائع العامل في هذه الدورة هو الماء ويتحول من الحالة السائلة للبخارية ومرة أخرى للسائلة ولذلك فإن الكفاءة تعتمد على خواص الديناميكا الحرارية للماء. تصل الكفاءة الحرارية في محطات العنفة البخارية إلى 47% وتصل إلى 60% في المحطات التي تكون مركبة وتحتوي على عنفة بخارية تستمد حرارتها غازات العادم الناتجة من عنفة غازية.
دورة برايتون: تستخدم دورة برايتون في العنفة الغازية والمحرك النفاث. تتكون هذه الدورة من ضاغط لزيادة ضغط الهواء القدام ويتم إضافة الوقود باستمرار مع الهواء لإتمام عملية الحرق ومن ثم يتم عمل تمدد للغازات الناتجة داخل العنفة الغازية. تعتمد الكفاءة بشكل كبير على نسبة الانضغاط بين p2 وp1.
{\displaystyle \eta _{th}=1-{\bigg (}{\frac {p_{2}}{p_{1}}}{\bigg )}^{\frac {1-\gamma }{\gamma }}\,}

## تحويل الطاقة
بالنسبة إلى الأجهزة التي تحول الطاقة من شكل إلى طاقة حرارية مثل سخان كهربي، غلاية أو الفرن فإن الكفاءة الحرارية:
{\displaystyle \eta _{th}\equiv {\frac {Q_{out}}{Q_{in}}}}
حيث Q هي قيم الحرارة الداخلة والخارجة.
بالنظر إلى الغلاية التي تنتج 210 كيلو وات عندما يكون الدخل 300 كيلو وات، فإن الكفاءة الحرارية هي 210/300 وتساوي .7 أو 70%. هذا يعني أن هناك حرارة مهدرة نسبتها 30%.
تقترب كفاءة السخان الكهربي من 100%. عند المقارنة بين الوحدات المختلفة مثل السخان الكهربي مع الفرن المستخدم للغاز الطبيعي والذي كفاءته تساوي 80% فإنه لا بد من دراسة عامل التكلفة لكل منها نظرا لاقتراب كفائتهم.

### تأثير القيم الحرارية للوقود
القيمة الحرارية للوقود هي كمية الحرارة الخارجة منه عند إجراء الاحتراق وهي خاصية لكل نوع وقود. يتم قياسها بوحدة طاقة لوحدة المادة عادة الكتلة مثل كيلو جول لكل كجم أو جول لكل مول.
يمكن التعبير عن القيمة الحرارية للوقود إما بالقيمة الحرارية العليا أو الدنيا أو الكلية.
القيمة الحرارية العليا: يتم تحديدها عن طريق إرجاع جميع نواتج الاحتراق مرة أخرى إلى درجة حرارة ما قبل عملية الاحتراق. هذه هي نفسها حرارة الاحتراق في الديناميكا الحرارية.
القيمة الحرارية الدنيا: يمكن استنتاجها عن طريق طرح حرارة التبخير لبخار الماء من القيمة الحرارية العليا.
القيمة الحرارية الكلية: تستخدم عندما يكون هناك بخار ماء في نواتج الاحتراق وتشمل سائل الماء في الوقود قبل الاحتراق. هذه القيمة هي مهمة جدا للوقود مثل الخشب والفحم والتي تحتوى على بعض الماء قبل الاحتراق.

## مضخات الحرارة والثلاجة
تستخدم المضخات الحرارية، الثلاجة ومبرد الهواء لنقل الحرارة من الجزء البارد إلى الأعلى في درجة الحرارة لذا فإن وظيفتها عكس وظيفة المحرك الحراري. تتحول طاقة الشغل (Win) المضاف إليها إلى حرارة ويتساوى مجموع هذه الطاقة والطاقة الحرارية المنتقلة من الخزان البارد (QC) مع كمية الحرارية الكلية المضافة للخزان الحراري الساخن QH.
{\displaystyle Q_{H}=Q_{C}+W_{in}\,}
تقاس الكفاءة من خلال معامل الأداء. تقاس كفاءة المضخات الحرارية التي بها يتم إضافة الحرارة إلى الخزان الحراري الساخن بـ COPheating بينما كفاءة الثلاجة ومكيف الهواؤ والتي يتم إزالة الحرارة من الجزأ البارد بـ COPcooling.
{\displaystyle \mathrm {COP} _{\mathrm {heating} }\equiv {\frac {Q_{H}}{W_{in}}}\,}
{\displaystyle \mathrm {COP} _{\mathrm {cooling} }\equiv {\frac {Q_{C}}{W_{in}}}\,}
السبب وراء عدم استخدام لفظ الكفاءة هو أن معامل الأداء يمكن أن يكون أكبر من 100% حيث أن هذه الأجهزة تقوم بنقل الحرارة وليس توليدها ولذلك فإن كمية الحرارة المنقولة يمكن أن تكون أكبر من الشغل الداخل.
بتطبيق نظرية كارنو على المحركات الحراية فيكون يكون لها قيمة عظمى لا يمكن أن تتعداها وهي كفاءة كارنو وتساوي:
{\displaystyle \mathrm {COP} _{\mathrm {heating} }\leq {\frac {T_{H}}{T_{H}-T_{C}}}\,}
{\displaystyle \mathrm {COP} _{\mathrm {cooling} }\leq {\frac {T_{C}}{T_{H}-T_{C}}}\,}
عند استخدام جهاز كمضخة حرارية فإن كفاءته تكون أكبر من استخدامه كثلاجة عند عمله عند نفس درجات الحرارة.
{\displaystyle \mathrm {COP} _{\mathrm {heating} }-\mathrm {COP} _{\mathrm {cooling} }=1\,}

## تأثير سرعة دوران المحرك
السرعة التي يحدث عندها أقصي عزم دوران وأقصي كفاءة حجمية تكون السرعة التي يحدث عندها أقصي كفاءة حرارية.

### عند السرعات المنخفضة
تقل الكفاءة الحرارية في السرعات البطيئة للأسباب الأتية:-

• زيادة المفاقيد الحرارية نتيجة كبر زمن الدورة.

•انخفاض الكفاءة الحجمية نتيجة انخفاض الشحنة الداخلة للمحرك عند السرعات البطيئة.

### عند السرعات العالية
تقل الكفاءة الحرارية في السرعات العالية للأسباب الأتية:-
•زيادة مفاقيد الاحتكاك الميكانيكي والاحتكاك بين المائع و الأسطح.

•انخفاض الكفاءة الحجمية نتيجة انخفاض الشحنة الداخلة للمحرك عند السرعات العالية.

## أنواع الكفاءات
الكفاءة هي من المصطلحات الدارجة في الترموديناميكا. ونذكر عدة كفاءات منها :
- كفاءة الاحتراق : وتعرف بأنها الحرارة المتولدة من احتراق وقود بالنسبة لقيمته الحرارية (محتواه الحراري).
- كفاءة مولد : هي النسبة بين الطاقة الكهربائية الناتجة إلى الطاقة الميكانيكية المستخدمة .
- كفاءة إضاءة: هي كمية الضوء الناتج باللومن لكل واط من الطاقة الكهربائية المستخدمة .
- كفاءة محرك: هي النسبة بين كمية الحركة الميكانيكية الناتجة و الطاقة الكهربائية المستخدمة .